# Tegalgandu
Tegalgandu is een bestuurslaag in het regentschap Brebes van de provincie Midden-Java, Indonesië. Tegalgandu telt 5996 inwoners (volkstelling 2010).